# Aecom
Aecom ou Aecom Technology Corporation est un bureau d'études et de conseil en ingénierie américain.

## Histoire
En juillet 2014, Aecom acquiert l'entreprise d'ingénierie URS, ayant plus de 50 000 employés, pour 4 milliards de dollars. Cette acquisition fait d'Aecom la plus grande entreprise d'ingénierie au monde. 
Depuis 2009 l'entreprise a été l'architecte d'un certain nombre de gratte-ciel en Chine, notamment le Diwang International Fortune Center à Liuzhou (le plus haut gratte-ciel de la ville) et le Yingli International Finance Centre à Chongqing

## Actionnaires
Liste des principaux actionnaires au 30 octobre 2019.
| Fidelity Management & Research | 14,1% |
| PRIMECAP Management            | 13,7% |
| The Vanguard Group             | 9,05% |
| BlackRock Fund Advisors        | 3,24% |
| Dimensional Fund Advisors      | 2,99% |
| Luminus Management             | 2,97% |
| Lyrical Asset Management       | 2,80% |
| Starboard Value                | 2,79% |
| SSgA Funds Management          | 2,45% |
| JANA Partners                  | 2,05% |